# Claudius Drusus
Claudius Drusus († um 20 n. Chr.) war der älteste Sohn des späteren römischen Kaisers Claudius (41–54 n. Chr.).
Drusus’ Eltern waren Claudius, ein Sohn des älteren Drusus und der jüngeren Antonia, und dessen erste Ehefrau Plautia Urgulanilla, die Tochter des Konsulars Marcus Plautius Silvanus. Er entstammte somit der Patrizierfamilie der Claudier und gehörte als Großneffe des Kaisers Tiberius (14–37 n. Chr.) der julisch-claudischen Dynastie an. Wahrscheinlich wurde die Ehe seiner Eltern von seinen Urgroßmüttern Livia Drusilla und Urgulania angebahnt, die eng befreundet waren.
Schon im Kindesalter wurde Drusus 20 n. Chr. mit der Tochter des einflussreichen Prätorianerpräfekten Lucius Aelius Seianus verlobt. Seianus, dessen Familie dem Ritterstand angehörte, baute dadurch seine Position als wichtigster Ratgeber des Kaisers weiter aus, was in Senatskreisen auf Kritik stieß. Die Ehe wurde allerdings nie geschlossen, da Drusus wenig später starb. Dem Kaiserbiographen Sueton zufolge erstickte er an einer Birne, die er beim Spielen mit dem Mund auffing.
Claudius ließ sich einige Jahre später (wohl 24 n. Chr. im Zusammenhang mit der Anklage gegen ihren Bruder Marcus Plautius Silvanus wegen der Ermordung seiner Frau Apronia) wegen Ehebruchs und Mordverdachts von seiner ersten Ehefrau Urgulanilla scheiden. Kurz nach der Scheidung gebar sie noch eine Tochter, Drusus’ (Halb-)Schwester Claudia, die Claudius aber nicht anerkannte, da angeblich Boter, einer seiner Freigelassenen,  der Vater war. Drusus’ ehemalige Verlobte wurde nach dem Sturz ihres Vaters Seianus 31 n. Chr. hingerichtet.
Rund drei Jahrzehnte nach Drusus’ Tod demonstrierte Publius Plautius Pulcher, ein jüngerer Bruder Urgulanillas, in seiner Grabinschrift seine Nähe zum damals amtierenden Kaiser Claudius unter anderem dadurch, dass er sich als „Onkel des Drusus“ bezeichnete.